# Раєвська Тамара Григорівна
Раєвська Тамара Григорівна (1940 р.н., м. Осиповичі) — білоруська естрадна співачка. Заслужена артистка Білоруської РСР (1974) .

## Біографія
Тамара Григорівна Раєвська народилася в 1940 році в місті Осиповичі . Там вона закінчила п'ять класів, після чого сім'я переїхала в Мінськ. Після школи вступила до музичної школи м. Молодечно на диригентсько-хоровий відділ. Навчалася там три роки і переїхала до Мінська. У 1971 році закінчила Мінське музичне училище.
У 1962 році, після успішного дебюту в одній з програм естрадного оркестру Білоруського телебачення і радіо, Т. Раєвська стала солісткою цього колективу. З 1973 року — солістка Держтелерадіо Білорусі . Там вона пропрацювала близько 30 років . Паралельно вела концертну діяльність. У 1992 році стала викладачем Державного концертного оркестру Білорусі під керівництвом видатного музиканта Михайла Фінберга. Протягом багатьох років Т. Раєвська вела програму «Мамина пісня» на республіканському радіо, неодноразово з успіхом виступала на могилівському фестивалі «Золотий шлягер».

## Творчість
В репертуарі Тамари Раєвської пісні найвідоміших композиторів, серед яких Євген Глібов, Ігор Лученко, Євген Грішман, Юрій Антонов та багато інших .
У фільмі «Поспішайте будувати дім» виконала пісні «Збережи любов» й «Пісня про пошту» для актриси Марії Сцернікової.

## Нагороди
Заслужена артистка БРСР (1974).